# George II van Georgië
George II (Georgisch:გიორგი II) (ca. 1054-1112), uit het huis Bagrationi, was koning van Georgië van 1072 tot 1089. Hij was de zoon en opvolger van Bagrat IV met zijn vrouw Borena van Alanië. Omdat hij niet de interne problemen kon oplossen en zich niet kon verweren tegen de Seltsjoeken werd hij gedwongen voor troonsaftand te nemen ten gunste van zijn energieke zoon David, met wie hij een nomilae mede-heerser bleef tot aan zijn dood in 1112. Hij droeg verschillende Byzantijnse titels als Curopalates (ca.1060) en Caesar (ca.1081).

## Huwelijken en kinderen
Hij was getrouwd met Helena en had maar één zoon
- David de Bouwer